# 9702 Tomvandijk
9702 Tomvandijk è un asteroide della fascia principale. Scoperto nel 1973, presenta un'orbita caratterizzata da un semiasse maggiore pari a 2,3272939 UA e da un'eccentricità di 0,1035908, inclinata di 3,03664° rispetto all'eclittica.